# Numero di Colburn
I numeri di Colburn sono dei numeri adimensionali che rappresentano l'analogo del numero di Fanning (fattore d'attrito) rispettivamente per il trasporto di calore e per il trasporto di materia (diffusione molecolare).
I numeri di Colburn furono introdotti nel 1933 dall'ingegnere chimico statunitense Allan Philip Colburn.

## Definizione matematica
Il numero di Colburn per lo scambio di calore è dato da:
{\displaystyle j_{H}={\frac {\mathrm {Nu} }{\mathrm {Re} \,\mathrm {Pr} ^{{1}/{3}}}}}
mentre il numero di Colburn per lo scambio di materia da:
{\displaystyle j_{D}={\frac {\mathrm {Sh} }{\mathrm {Re} \,\mathrm {Sc} ^{1/3}}}}
dove:
- {\displaystyle \mathrm {Re} } è il numero di Reynolds;
- {\displaystyle \mathrm {Nu} } è il numero di Nusselt;
- {\displaystyle \mathrm {Pr} } è il numero di Prandtl;
- {\displaystyle \mathrm {Sh} } è il numero di Sherwood;
- {\displaystyle \mathrm {Sc} } è il numero di Schmidt.

## Interpretazione fisica

### Analogia di Chilton-Colburn
I numeri di Colburn possono essere correlati tra loro attraverso l'analogia di Chilton-Colburn, che si esprime nel seguente modo:
{\displaystyle j_{M}={\frac {f}{2}}=j_{H}={\frac {h}{c_{p}\cdot G}}\cdot \mathrm {Pr} ^{\frac {2}{3}}=j_{D}={\frac {k'_{c}}{\overline {v}}}\cdot \mathrm {Sc} ^{\frac {2}{3}}}
In altre parole, tramite l'analogia di Chilton-Colburn è possibile prevedere il meccanismo di uno scambio di una data grandezza fisica (materia, quantità di moto o calore) riconducendosi ad un analogo meccanismo di scambio di un'altra grandezza fisica.
Tale analogia è valida per moto turbolento completamente sviluppato in condotta, per Re > 10000, 0,7 < Pr < 160 e L/d > 60.